# Вовчик, Роман Олегович
Роман Олегович Вовчик (укр. Роман Олегович Вовчик; 29 января 1991, Бережница — 18 августа 2022, Курулька) — украинский военнослужащий, младший лейтенант, участник российско-украинской войны. Герой Украины (29 сентября 2023, посмертно).

## Биография
Роман Вовчик родился 29 января 1991 года в селе Бережница, Ровенская область. В 2008 году окончил местную общеобразовательную школу и поступил в Национальный педагогический университет имени Михаила Драгоманова, который окончил в 2013 году. В 2016 году подписал контракт с Вооружёнными силами Украины и начал службу в 30-й отдельной механизированной бригаде имени князя Константина Острожского. Участвовал в боевых действиях на востоке Украины. С началом полномасштабного вторжения России в Украину находился на передовой. Погиб 18 августа 2022 года во время штурма позиций ВСУ российскими войсками возле села Курулька, Изюмский район, Харьковская область. Прощание с погибшим состоялось 21 августа 2022 года в родном селе.

## Награды
- Звание «Герой Украины» с удостоением ордена «Золотая Звезда» (29 сентября 2023, посмертно) — за личное мужество и героизм, проявленные в защите государственного суверенитета и территориальной целостности Украины, верность военной присяге[4].